# Douglas Kennedy (Autor)

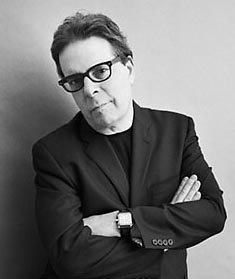
Douglas Kennedy (2010)

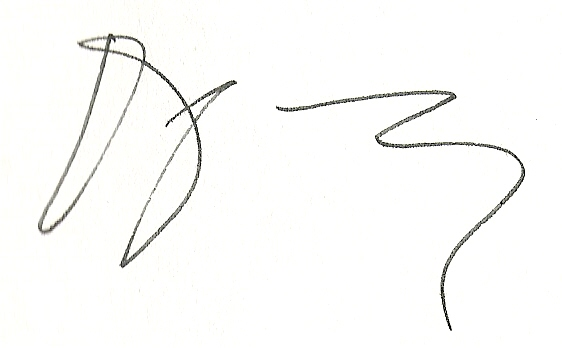
Unterschrift

Douglas Lawrence Kennedy (* 1955 in Manhattan, New York City) ist ein US-amerikanischer Schriftsteller.

## Leben
Douglas Kennedy ist der Sohn eines Brokers und einer Produktionsassistentin von NBC. Er besuchte die Collegiate School in New York City und schloss 1976 sein Geschichtsstudium mit Magna cum laude am Bowdoin College ab. Anschließend zog er nach Irland, wo er in Dublin ein Jahr lang an der Trinity College studierte und mit einem Freund eine Theatergesellschaft gründete. Mit dieser wurde er später vom Abbey Theatre für ein Nebenprogramm fest engagiert. Im Alter von 28 verließ er diese allerdings wieder und konzentrierte sich komplett aufs Schreiben. Er schrieb einige Hörspiele für das Radio und ein Theaterstück, bevor er 1988 mit dem Reisebericht Beyond the Pyramids: Travel in Egypt sein erstes Buch veröffentlichte. Mit seiner Frau zog er 1988 nach London, wo er schließlich als Journalist tätig war und für Zeitungen wie The Sunday Times, The Sunday Telegraph, The Listener, und The New Statesman arbeitete.
Mit dem Thriller Nur der Himmel war Zeuge debütierte Douglas 1994 als Schriftsteller. Seitdem schrieb er neun weitere Romane, wobei es sich um Thriller, Dramen und Krimis handelt. Häufig schreibt er seine Geschichten aus der Perspektive gebildeter Frauen. Mehrere seiner Bücher wurden internationale Bestseller und verkauften sich weltweit über sechs Millionen Mal, allein in Frankreich liegt seine Gesamtauflage bei 3 Millionen Büchern. So standen dort mit Aus der Welt und The Moment bereits zwei seiner Romane auf Platz 1 der Bestsellerliste. Außerdem wurde er 2007 mit dem französischen Kulturpreis Ordre des Arts et des Lettres ausgezeichnet.
Bisher wurden drei Romane Kennedys verfilmt. Nachdem sein Debütroman 1997 mit Johnathon Schaech und Susie Porter in den Hauptrollen unter dem Titel Welcome to Woop Woop erschienen war, wurde sein zweiter Roman Nachtblende mit Romain Duris und Marina Foïs in den Hauptrollen unter dem gleichnamigen Titel verfilmt. Zuletzt erschien mit Ethan Hawke und Kristin Scott Thomas die Romanverfilmung von Die Liebhaberin, die in Deutschland unter dem Titel Die geheimnisvolle Fremde am 6. April 2012 auf DVD veröffentlicht wurde.
Mit seiner Frau und den beiden gemeinsamen Kindern lebt er sowohl in London, Paris, Berlin, Montreal als auch in Maine.

## Werke

### Reiseberichte
- Beyond the Pyramids. Travel in Egypt, 1988, ISBN 0-04-910086-6
- In God’s Country. Travels in the Bible Belt, U.S.A., 1989, ISBN 978-0-349-10719-6
- Chasing Mammon. Travels in the Pursuit of Money, 1992, ISBN 978-0-349-12095-9

### Romane
- The Dead Heart, 1994, ISBN 0-316-90947-5
  - Deutsch: Die Falle (auch als: Nur der Himmel war Zeuge). Lübbe, Bergisch Gladbach 2001, ISBN 978-3-404-14761-8
- The Big Picture, 1997, ISBN 0-316-88298-4
  - Deutsch: Nachtblende. Lübbe, Bergisch Gladbach 1998, ISBN 978-3-404-14278-1
- The Job, 1998, ISBN 0-316-64383-1
  - Deutsch: Der Job. Lübbe, Bergisch Gladbach 1999, ISBN 978-3-404-14493-8
- The Pursuit of Happiness, 2001, ISBN 0-09-179437-4
  - Deutsch: Die Entscheidung. Lübbe, Bergisch Gladbach 2001, ISBN 978-3-404-14927-8
- Losing It, 2002; Neuausgabe 2006 als: Temptation, ISBN 0-09-179964-3
  - Deutsch: Um jeden Preis. Lübbe, Bergisch Gladbach 2004, ISBN 978-3-404-26774-3
- A Special Relationship, 2003, ISBN 0-09-179348-3
  - Deutsch: Eine gefährliche Beziehung. Lübbe, Bergisch Gladbach 2005, ISBN 978-3-404-15620-7
- State of the Union, 2005, ISBN 0-09-180028-5
  - Deutsch: In einer einzigen Nacht. Diana, München 2006, ISBN 978-3-453-35221-6
- The Woman in the Fifth, 2007, ISBN 978-0-09-956487-4
  - Deutsch: Die Liebhaberin. Diana, München 2011, ISBN 978-3-453-35234-6
- Leaving the World, 2009, ISBN 978-0-09-950967-7
  - Deutsch: Aus der Welt. Diana, München 2010, ISBN 978-3-453-29046-4
- The Moment, 2011, ISBN 978-0-09-950974-5
- Five Days, 2013, ISBN 978-0-09-950972-1
- The Heat of Betrayal, 2015, ISBN 978-0-09-958519-0
- The Blue Hour, 2016, ISBN 978-1-45-166637-3
- The Great Wide Open, 2019, ISBN 978-1-78-633169-4
- Isabelle in the Afternoon, 2020
- Afraid of the Light, 2021